# 1328

## Починали
- 1 февруари – Шарл IV, крал на Франция